# 아드린느를 위한 발라드
아드린느를 위한 발라드는 1976년 폴 드 세느비유가 작곡하고 리처드 클레이더만이 연주하여 1977년에 발매한 연주곡이다.
이 곡은 1983년부터 1996년까지 필리핀 멀티미디어 그룹의 TV 네트워크인 GMA 네트워크의 오래된 쇼(Show) 프로그램 "Lovingly Yours, Helen"에서 오프닝과 나레이션 테마음악으로 사용되기도 했는데, 이 프로그램은 최초인 1981년에 일요일 오후 라디오 드라마 모음집으로 시작되어 인기를 끌면서 1983년 TV 드라마 시리즈로까지 확대된 프로그램이며 헬렌 벨라가 진행했다.
그 후 1980년대 초에 프랑스 프럼펫 연주자 장 끌라우드 보렐리가 최초 원곡에 트럼펫 연주를 더하여 발표했다.
1999년에는 리처드 클레이더만이 기타 연주자 프란시스 고야와 함께 듀엣으로 연주하여 그들의 정규 음반《Together》에 담아 음반으로 발매했는데, 이 음반에서도 최초의 원곡이 다시 사용되었다.
이 작품의 가장 최근 버전은 2007년에 발매된 리처드 클레이더만의 앨범《A Thousand Winds》를 통해 발매되었는데, 이 앨범은 "아드린느를 위한 발라드" 오리지널 발매 30주년을 기념하기 위한 음반이다.
"리차드 클레이더만"은 이 새로운 버전에 올리비에 투생이 편곡한 새로운 현악 반주를 곁들였다.
카시오가 만든 대다수 키보드에는 이 곡이 톤뱅크 형태의 데모곡으로 들어 있기도 한다.
항간에 떠도는 장애인이 사랑하는 여인을 그리며 작곡했다는 이야기는 영문위키와 리차드클레이더만의 인터뷰 영상을 봤을 때 지어낸 이야기이다.